# Epitonium alatum
Epitonium alatum is een slakkensoort uit de familie van de Epitoniidae. De wetenschappelijke naam van de soort werd in 1844 voor het eerst geldig gepubliceerd door George Brettingham Sowerby II.